# David C. H. Austin

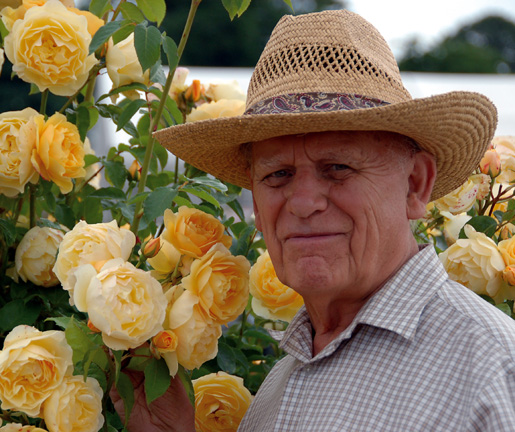
David Austin vor der Englischen Rose 'Graham Thomas', 2016

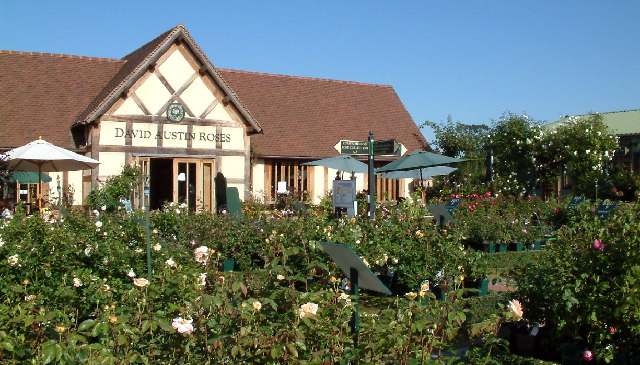
David Austin Roses bei Albrighton

David C. H. Austin, OBE (* 16. Februar 1926 in Albrighton bei Shrewsbury, England; † 18. Dezember 2018 in Shropshire) war ein britischer Rosenzüchter. Er züchtete ab den 1960er Jahren Englische Rosen und führte über 240 neue Rosensorten in den Markt ein. Austin war Träger des Order of the British Empire, der Veitch Memorial Medal und der Victoria Medal of Honour.

## Leben
Bereits in den 40er und 50er Jahren begann er sich – gefördert durch seine Lehrer – für Rosen zu interessieren. Angeregt wurde er dabei von einem Exemplar eines Buches über Alte Rosen von George Bunyard und durch den Lupinenzüchter und Freund seines Vaters, James Baker.

„[Ich] war mir bewusst, dass die hochentwickelten Züchtungsmethoden der vorangegangenen Jahre uns zweifellos eine erstaunliche Vielfalt von Rosen geschenkt hatten. Allerdings war offensichtlich, dass sich in den alten und den modernen Rosen zwei völlig getrennte Traditionen präsentierten. […] Dass beide ihre Vorzüge hatten und dass eine Verbindung zwischen beiden wünschenswert wäre. […] Die Aufgabe war, besonders schöne und duftende alte Rosen auszuwählen und sie mit Teehybriden und Floribundarosen wegen ihrer zuverlässigen Remontierfähigkeit und dem breiten Farbspektrum zu kreuzen.“

Nach einigen Fehlentwicklungen und Rückschlägen gelang ihm im Jahre 1961 mit der Rosensorte Constance Spry die erste Züchtung, die diese Eigenschaften vereinigte. Da der Rosenmarkt in den 1960er Jahren von Teehybride-Züchtungen dominiert war und er keine Gärtnerei fand, die die Rose in ihr Programm aufnehmen wollte, vermarktete er seine Züchtungen von nun an selbst. 1967 folgte Chianti, 1968 Shropshire Lass und 1969 Wife of Bath sowie Canterbury. Ebenfalls 1969 führte Austin den Namen Englische Rose ein und gründete die Rosenzucht David Austin Rose Nursery Limited.
1983 wurden die Englische Rose mit den beiden neuen Rosen Graham Thomas und Mary Rose auf der Chelsea Flower Show weltweit bekannt. Im Jahr 1984 gewann er seine erste von 25 Goldmedaillen auf der Chelsea Flower Show (Stand Juni 2019). 1984 wurde ihm von der Royal Horticultural Society (RHS) die Veitch Memorial Medal verliehen. Nach den Erfolgen begann er mit dem Aufbau und Erweiterung seines Rosenzuchtbetriebes sowie des Rosengartens in Albrighton.
2007 wurde er für seine Verdienste um die Gartenbaukunst mit dem britischen Verdienstorden Order of the British Empire ausgezeichnet. Seine Rosenzüchtungen wurden weltweit prämiert: Im Jahr 2009 zeichnete die World Federation of Rose Societies (WFRS) die Rose Graham Thomas als Weltrose aus. Gertrude Jekyll wurde zweimal als beliebteste Rose Großbritanniens ausgezeichnet. 28 seiner Rosenzüchtungen erhielten den Award of Garden Merit von der Royal Horticultural Society (RHS). In der Folgezeit wurde David Austin mit der Victoria Medal of Honor von der RHS (2002), der Ehrendoktorwürde der University of East London und der Dean-Loch-Medaille der Royal National Rose Society geehrt. Der von ihm mit Englischen Rosen angelegte Garten in Albrighton erhielt 2015 den Award of Garden Excellence von der WFRS.
Die Rosenzüchtungen David Austins werden seit Anfang des 21. Jahrhunderts weltweit vermarktet. Heute unterhält der Rosenzuchtbetrieb Büros in den Vereinigten Staaten und Japan.
Ende der 1990er Jahre begann David Austin mit der Züchtung von Englischen Rosen, die sich als Schnittrosen eignen. 2004 wurden diese in den Markt eingeführt. Zu den erfolgreichsten Sorten dieser Gruppe zählen: Juliet (1999), Patience (2009), Keira (2010), Charity (2011), Kate (2011), Tess (2013), Edith (2013) und Beatrice (2015).
Neben der Rosenzucht veröffentlichte David Austin seit 1988 zahlreiche Handbücher und Bildbände über Englische Rosen sowie 2014 den Gedichtband The Breathing Earth.
Er hatte eine Schwester Barbara. Mit seiner Frau Pat hatte er drei Kinder, David J. C., James und Claire und acht Enkelkinder. Nach seinem Tod im Dezember 2018 führt sein Enkel Richard den Gartenbau- und Rosenzuchtbetrieb weiter.

## Bilder von Austin-Züchtungen

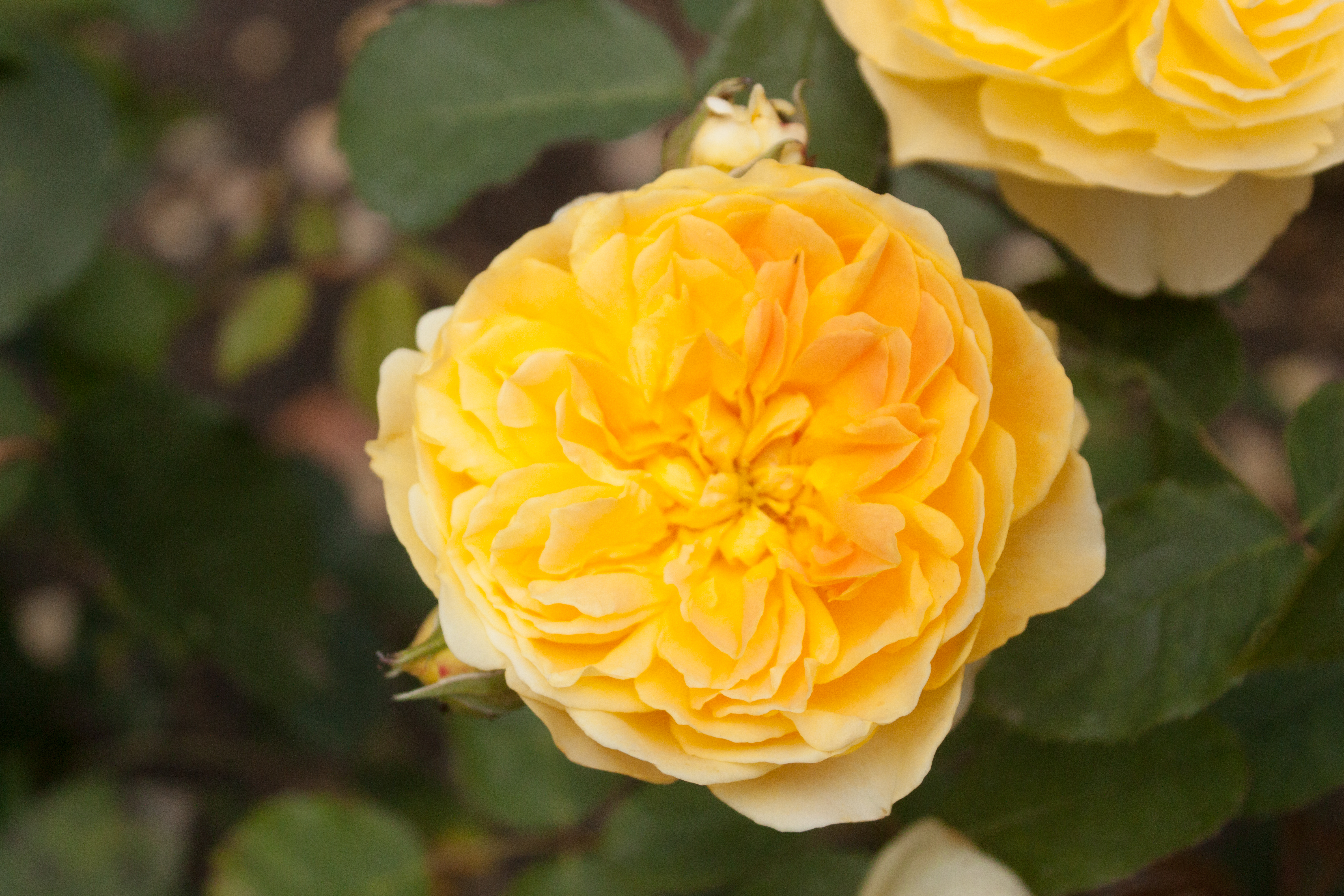
Molineux
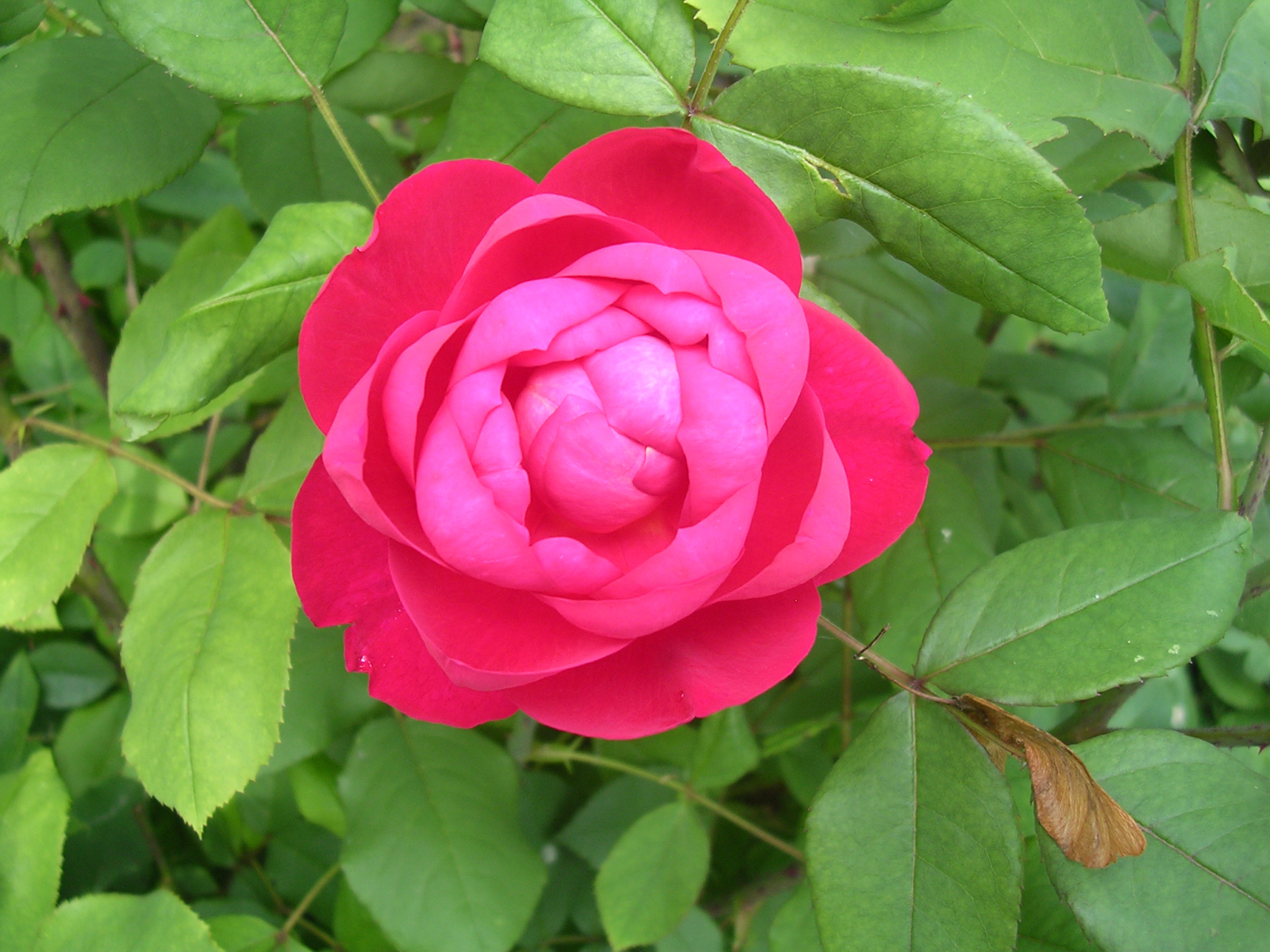
Benjamin Britten
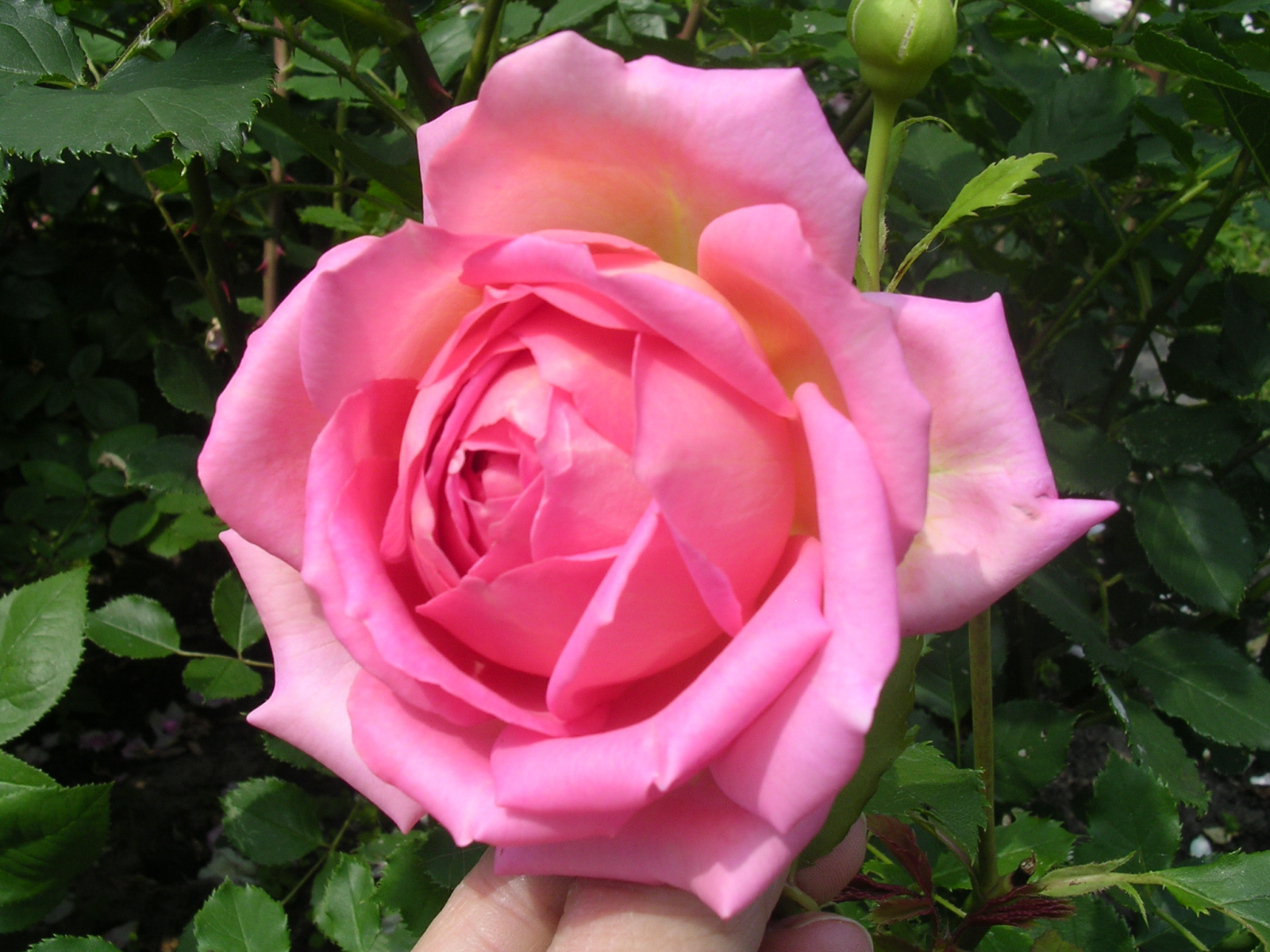
Jubilee Celebration
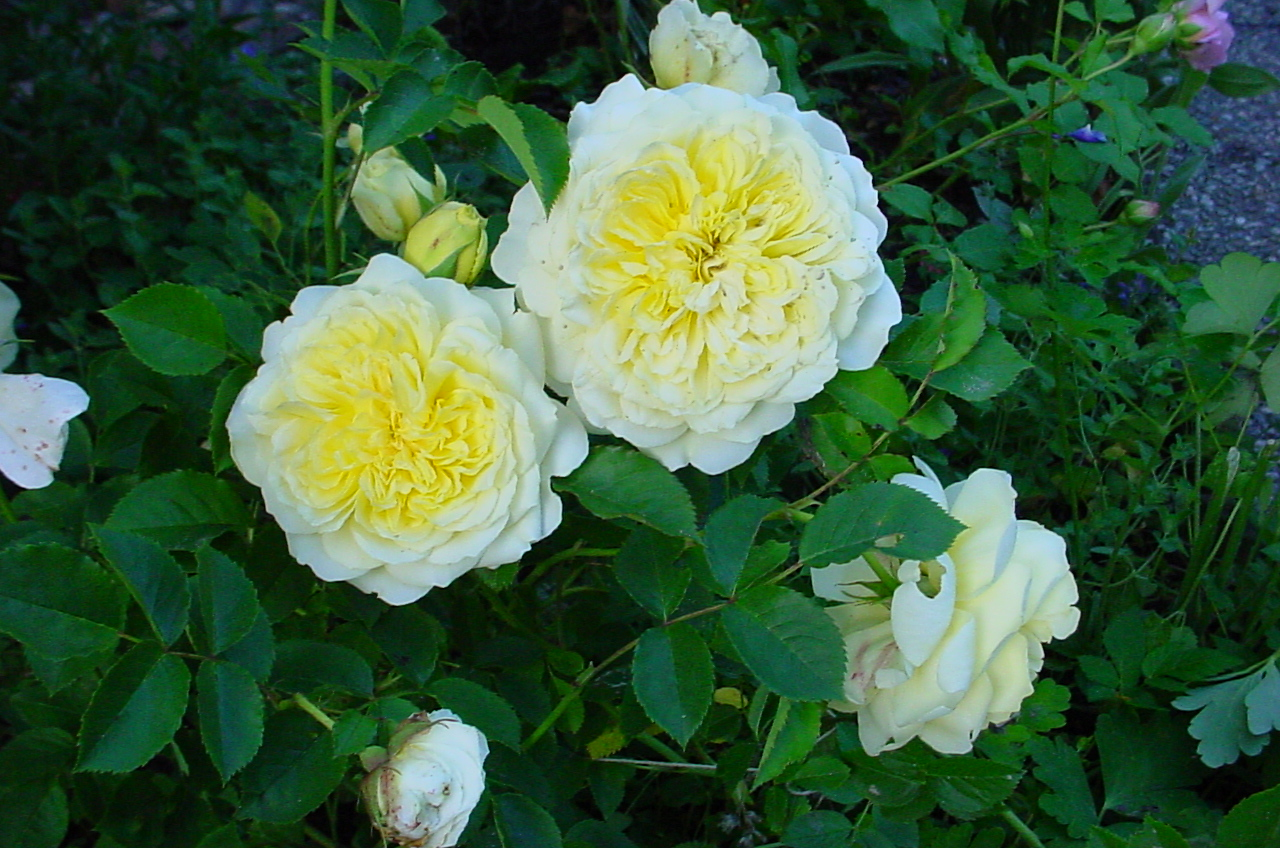
The Pilgrim
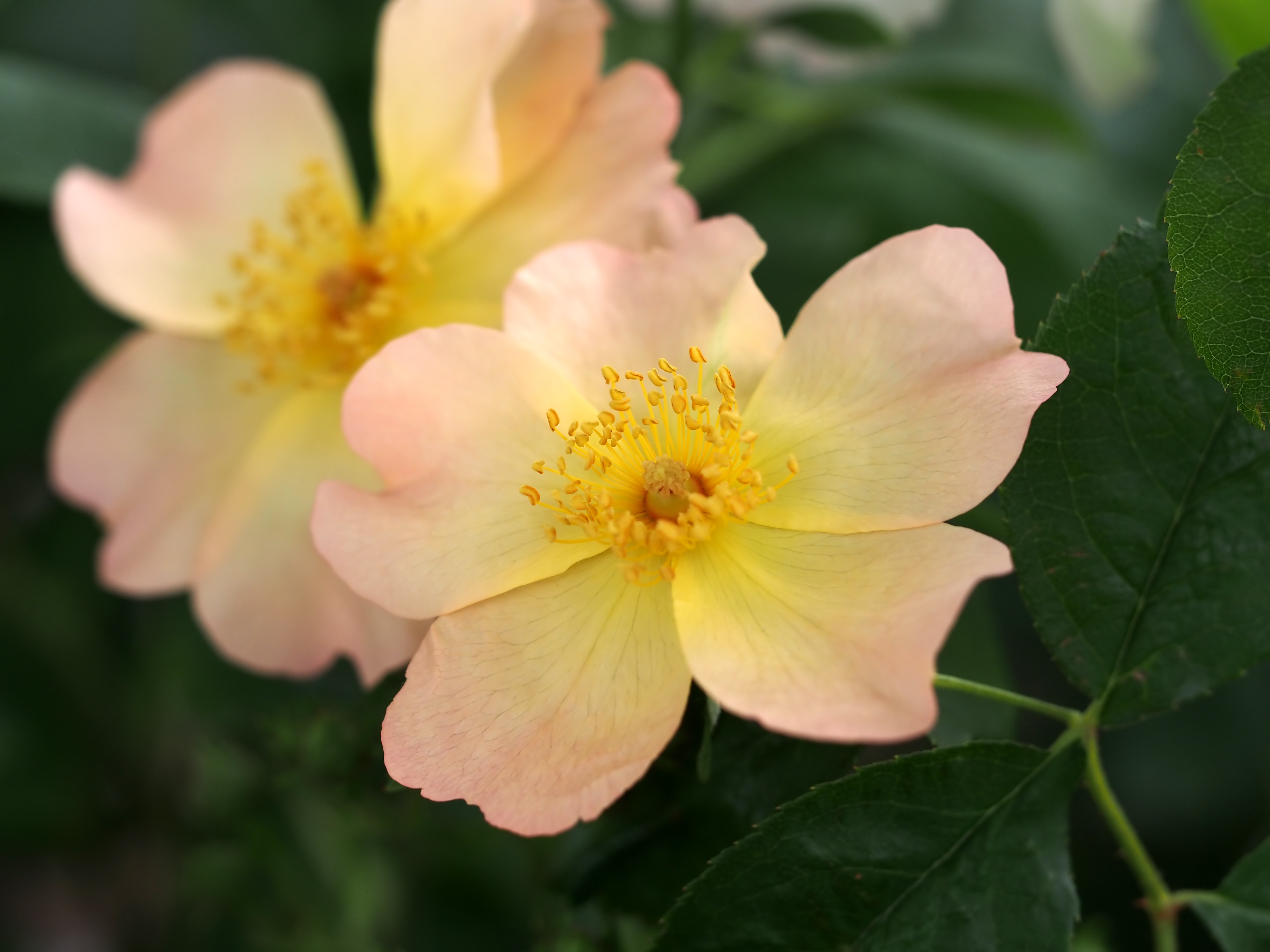
The Alexandra Rose

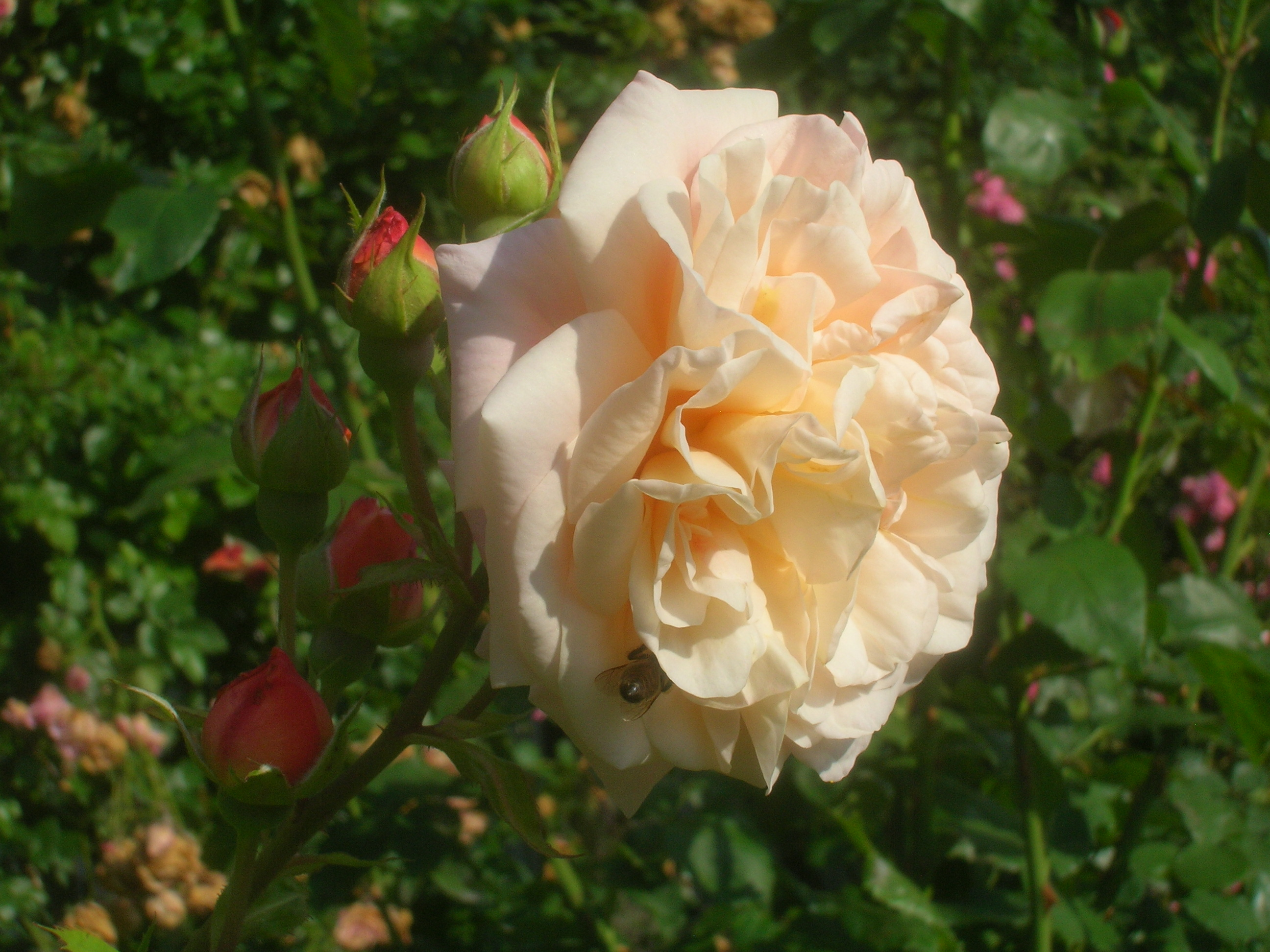
Abraham Darby
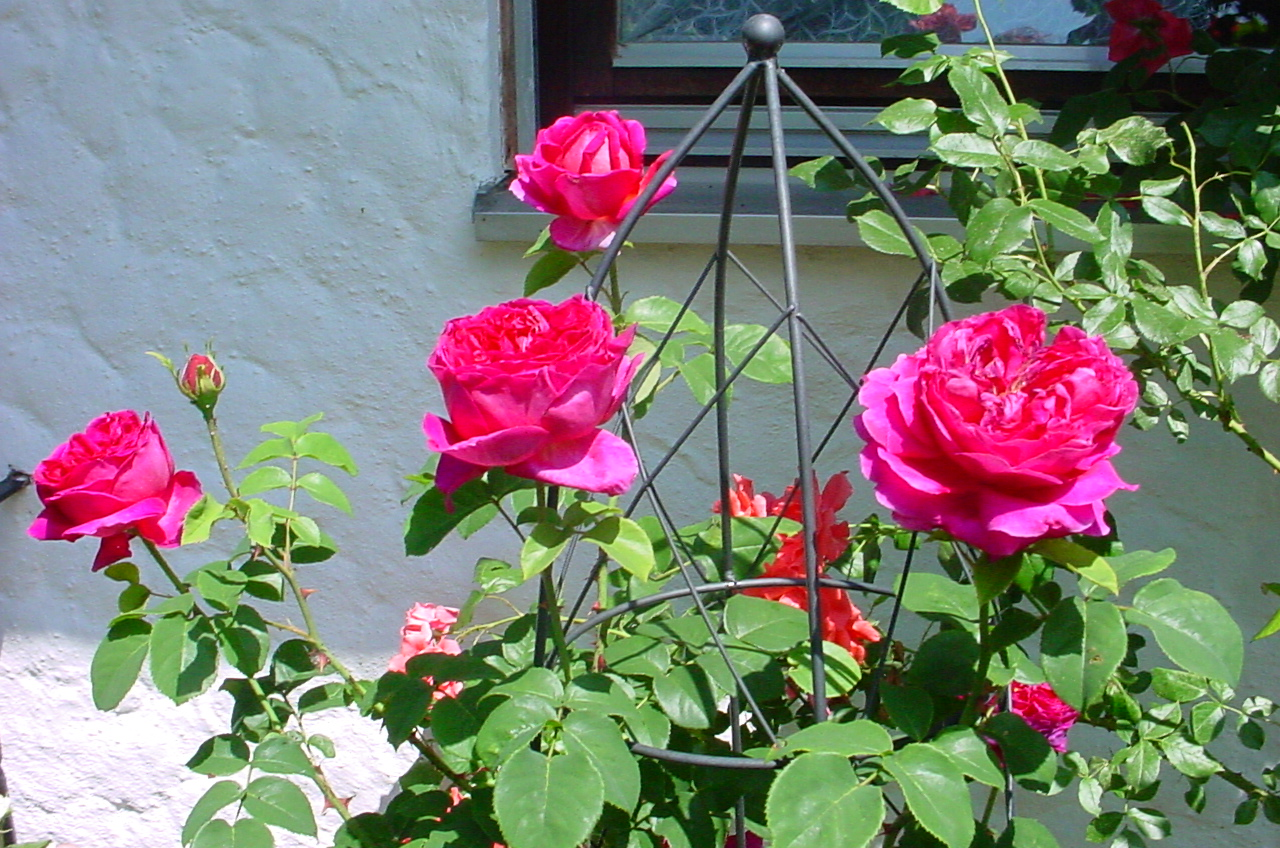
Othello
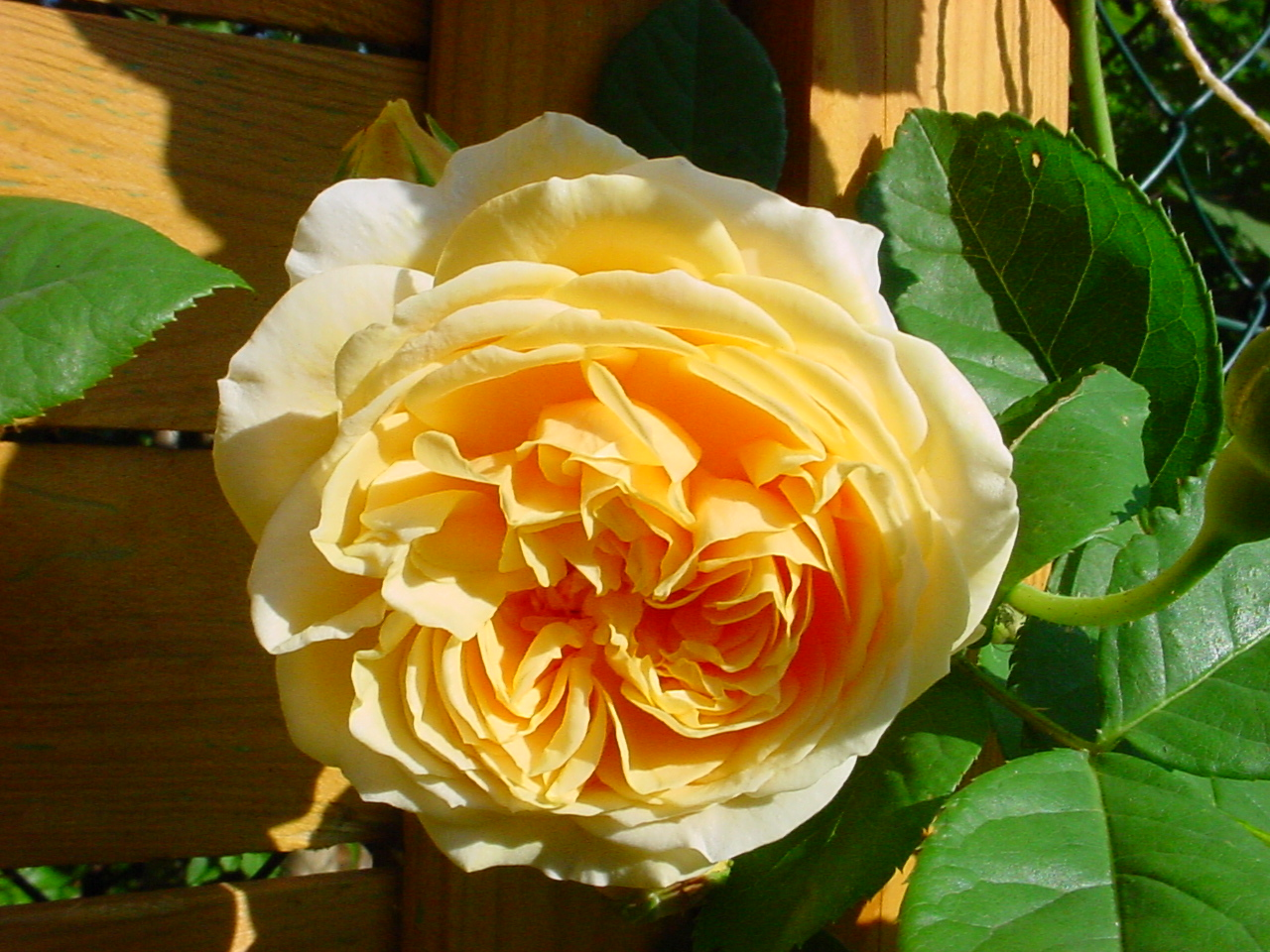
Teasing Georgia
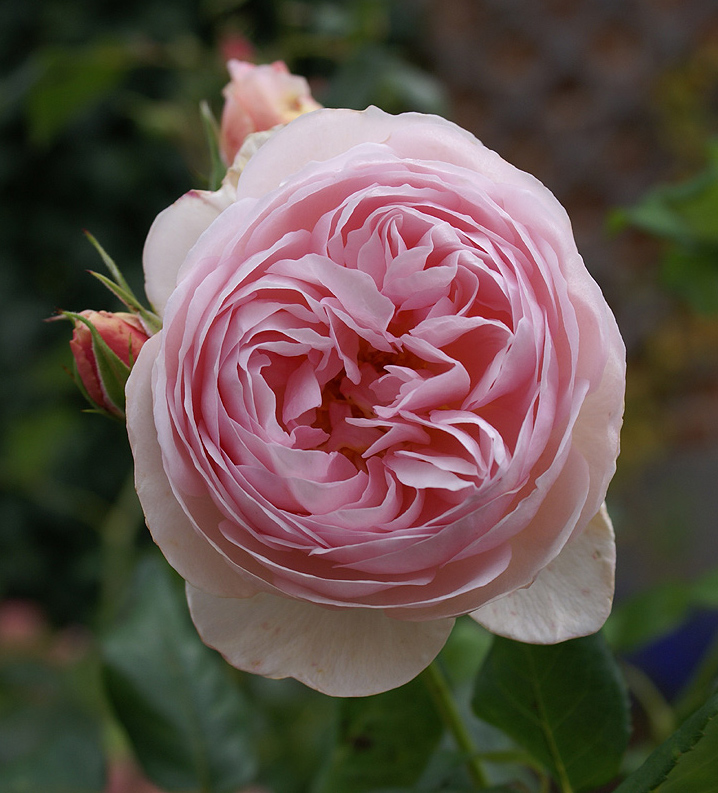
Heritage
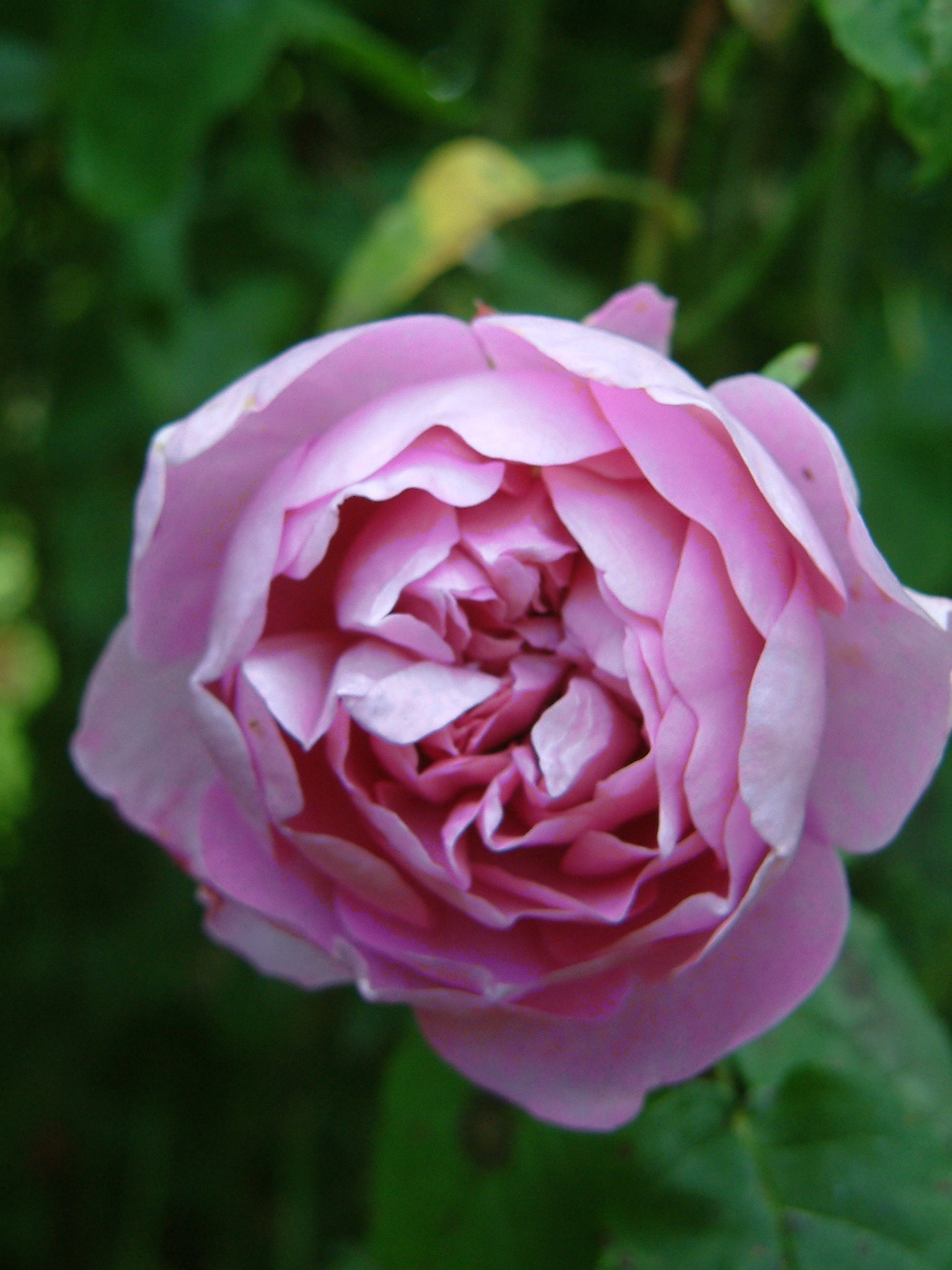
Charles Rennie Mackintosh

## Veröffentlichungen von David Austin
- Alte Rosen & Englische Rosen: Träume in Duft und Farbe. DuMont, Köln 1993, ISBN 978-3-7701-3270-6.
- Englische Rosen: Tradition und Schönheit. DuMont, Köln 1994, ISBN 978-3-7701-3267-6.
- Strauchrosen & Kletterrossen: mit Teehybriden und Floribunda-Rosen. DuMont, Köln 1995, ISBN 978-3-7701-3389-5.
- Vom Zauber Englischer Rosen, BLV, 2003, ISBN 978-3405157708.
- Meine Rosen. Deutsche Verlags-Anstalt, München 2007, ISBN 978-3-421-03617-9.
- Die Rose: Vom Zauber einer Königin, Franckh-Kosmos Verlag, 2012, ISBN 978-3440134443.
- Climbing and Rambler Roses, Garden Art Press, 2016, ISBN 978-1870673655 (englisch).
- Faszination Englische Rosen: David Austin und seine Lieblingssorten, Deutsche Verlags-Anstalt, 2017, ISBN 978-3421040374.
- David Austin's English Roses, ACC ART BOOKS, 2020, ISBN 978-1788840194 (englisch).